# Mittelrhein-Klinik
Die Mittelrhein-Klinik ist eine Fachklinik für Psychosomatische Rehabilitation. Sie liegt im Oberen Mittelrheintal unweit von Bad Salzig, einem Ortsbezirk von Boppard. Gemeinsam mit der Drei-Burgen-Klinik, der Edelsteinklinik und der Fachklinik Eußerthal bildet die Mittelrhein-Klinik den Verbund an Rehabilitationskliniken der Deutschen Rentenversicherung Rheinland-Pfalz.

## Geschichte
Nach den Entbehrungen des Zweiten Weltkriegs stieg mit dem Wirtschaftswunder die private Kaufkraft. Die Ernährung wurde üppig. Es stiegen Leber- und Stoffwechselerkrankungen. Für diese Indikationen verfügte die Landesversicherungsanstalt Rheinland-Pfalz (LVA), keine eigene Klinik. Im Dezember 1955 wurde das ehemalige „Heilbad Salzig“ mit seinem Kurgelände, zwei Heilquellen und den vorhandenen Bauten von der LVA aufgekauft. Das Heilbad selbst wurde 1907 eröffnet. 
Die notwendigen Umbauten und Renovierungen begannen und gehörten zum Bauprogramm der Rentenversicherung in den Kliniken ab Mitte der 1950er Jahre. 1956 konnten die ersten Patienten für Leber- und Stoffwechselerkrankungen aufgenommen werden.
1983 entschied die Landesversicherungsanstalt Rheinland-Pfalz, die Klinik großflächig umzubauen. Zum ersten Bauabschnitt gehörte die Modernisierung der 1961 errichteten Klinikgebäude, in Phase zwei die Erweiterung mit dem Zentralbau und seinen ärztlichen und psychologischen Diensten, Verwaltungsbereich, Speiseraum, Spiel- und Gymnastikhalle. Seit 1992 trägt die Mittelrhein-Klinik Bad Salzig ihren heutigen Namen.
In den folgenden Jahren wurde das Indikationsspektrum der Mittelrhein-Klinik kontinuierlich erweitert: 2005 mit der Psychosomatischen Medizin, 2009 mit der Psychoonkologische Rehabilitation. 2011 gibt die Mittelrhein-Klinik ihren gastroenterologischen Schwerpunkt auf und ist bis 2017 Fachklinik für Psychosomatische und Onkologische Rehabilitation. Seit Januar 2018 ist die Mittelrhein-Klinik Fachklinik für Psychosomatik und Psychoonkologie.
Heute wird das Heilwasser in der Klinik nicht mehr zu therapeutischen Zwecken benötigt. Im Jahr 2021 ging die Leonorenquelle an die Stadt Boppard über.
Im Sommer 2023 ist der neu errichtete Ersatzbau der Mittelrhein-Klinik in Betrieb gegangen. Mit kürzeren Wegen ersetzt er ehemals weit verteilte Klinikgebäude und ermöglicht einen kompakteren Klinikbetrieb.
Ein Brand am Abend des 24. September 2023 führte zu beträchtlichen Schäden an einem Gebäudeteil der Mittelrhein-Klinik. Da der betroffene Teil kurz vor Abschluss von Sanierungsarbeiten stand, befanden sich keine Personen im Gebäude und es kam niemand zu Schaden. In den übrigen Gebäudeteilen ist der Klinikbetrieb wegen des Brandes nicht eingeschränkt und geht weiter. Die Sanierung des vom Brand geschädigten Hochhauses soll im zweiten Halbjahr 2025 abgeschlossen sein.

## Behandlungsangebot

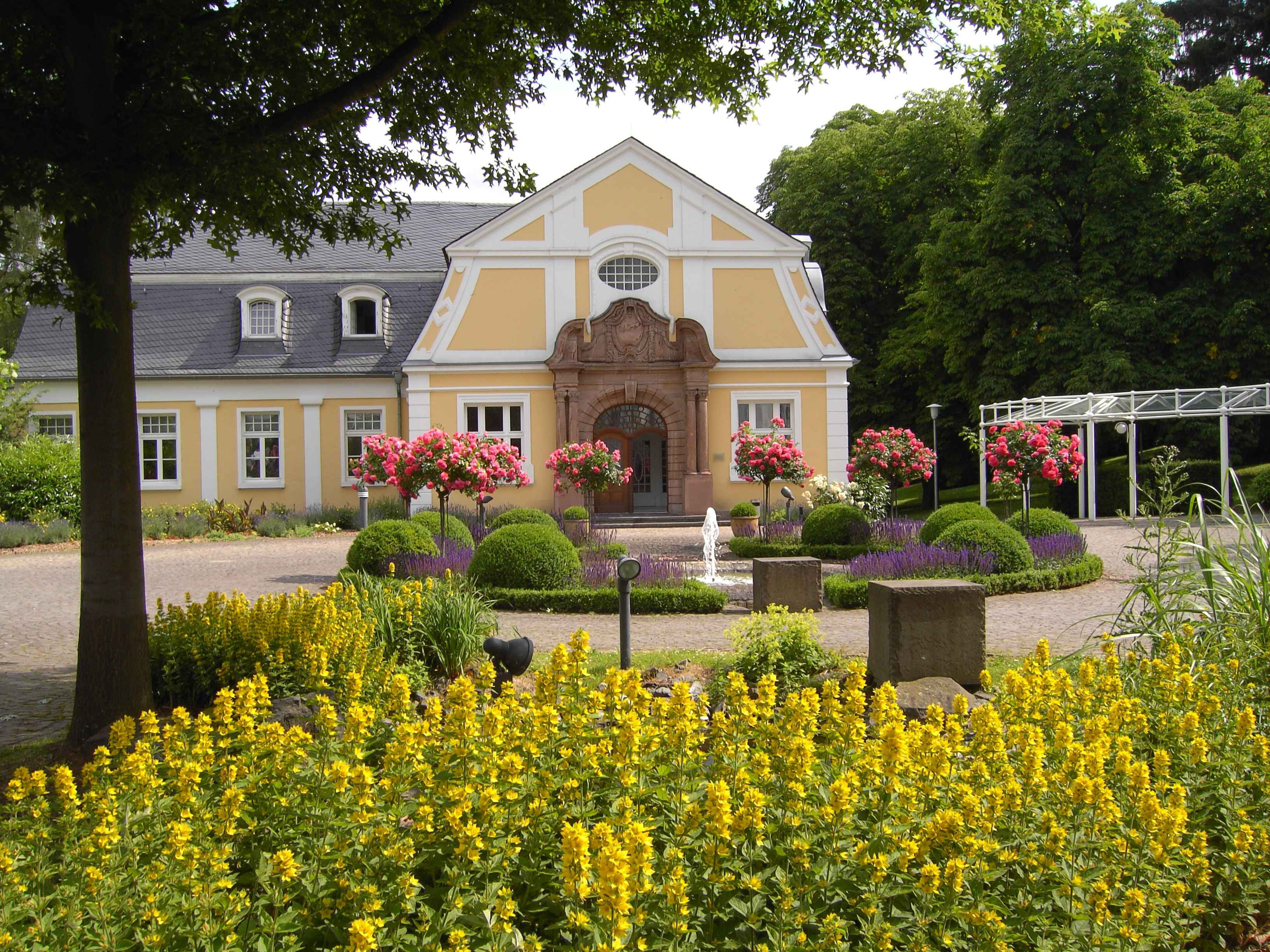
Bäderhaus, Außenanlage der Mittelrhein-Klinik

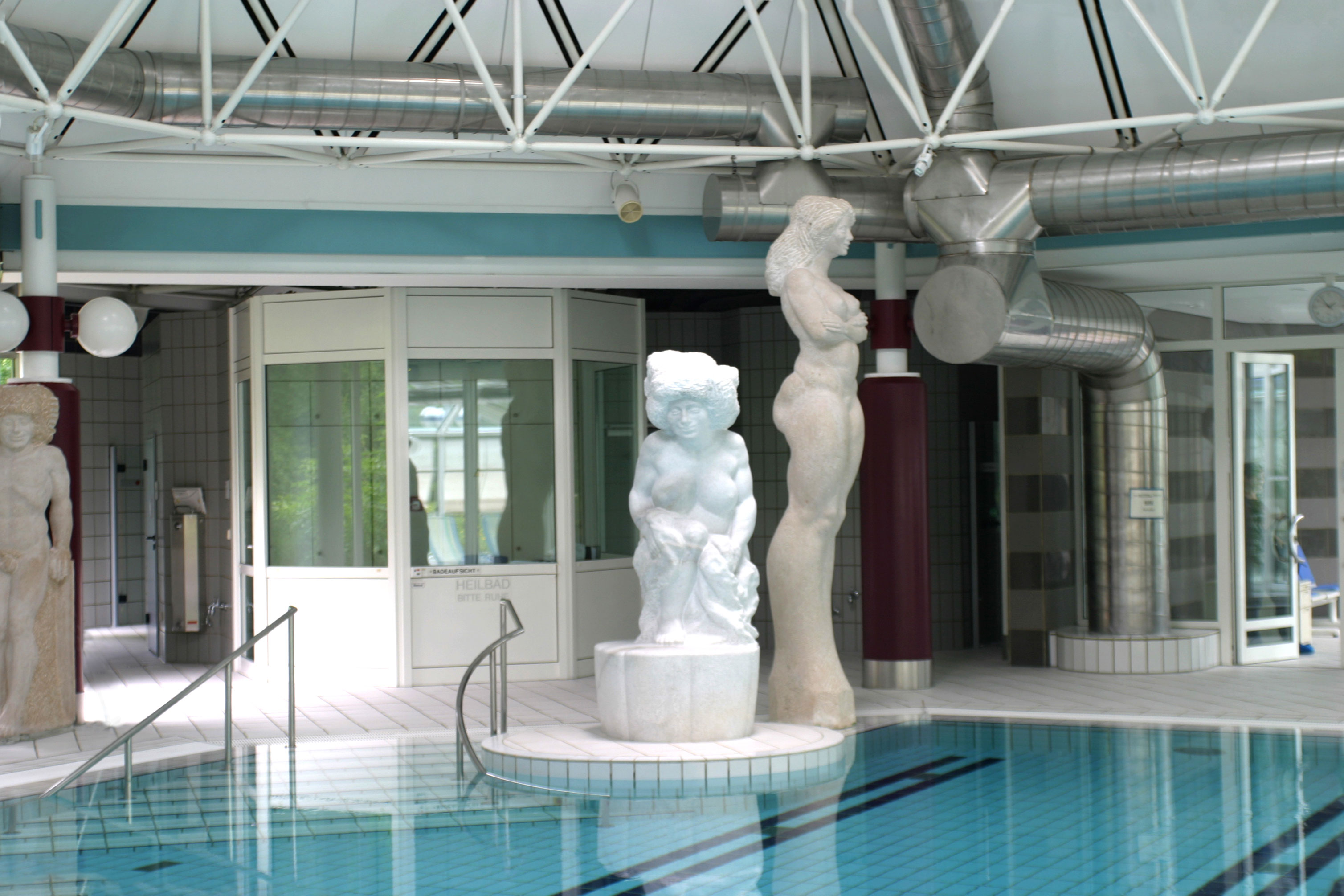
Bäderhaus, Innenaufnahme

Indikationsschwerpunkte der Mittelrhein-Klinik Bad Salzig sind Psychosomatische Rehabilitation, Psychoonkologie, ADHS im Erwachsenenalter, Medizinisch-beruflich orientierte Rehabilitation (MBOR) – hier werden berufstypische Arbeitsabläufe simuliert und ergonomische Bewegungsmuster eingeübt – sowie chronischer Tinnitus.